# Nomos
"Nomos" (νόμος sub formă de plural nómoi νόμοι, de verb némō νέμω -"dispensa", "aloca" sau "adjudeca" - în sens juridic ca formă de justiție , formă care distribuie sau re-distribuie) este cuvânt grecesc , care înseamnă "lege".
Nomos basileus (Νόμος βασιλεύς -"legea este rege") este motto-ul grecesc care sugerează telul de a nu te supune nici unui om, ci doar legii.
În mitologia greacă, Nomos este personificarea legii. Mai mult decat o divinitate obisnuita, Nomos este un . . . altfel de Zeus. Nomos - si-a luat ca femeie pe Eusebeia , sau Eusebia (Εὐσέβεια -Evlavia-), , cu care a avut fiica Dike sau Spune - Vorbește (Δίκη -Justiție-). Imnul orfic nr. 64 este dedicat lui Nomos.
Odată materializat daemon-ul Nomos în chip de umană lege, sofiștii s-au pus pe reflexionat cu privire la starea sa de sacralitatea, sau la relativitatea sa, motivați fiind de contrastul dintre legile grecești ale unui polis, în raport cu alte polis-uri tot grecești (în general), dar si cu cele ale polis-urilor altor popoare ale Antichității, constatând prin verificare că uneori erau similare, uneori diferite, dar nu neapărat mai bune sau mai rele (înțelegându-se prin asa lucru existenta mai mult sau mai puțin adecvate a scopurilor sociale care le puteau justifica).
Distincția dintre natură (physis⁠(d)) și convențional⁠(d)    (nomos) este una din temele majore ale filozofiei grecești; de exemplu, în legenda Inelul lui Giges⁠(d) (Platon, Republica), sau în misiune pe care și-a auto-impus-o Diogene din Sinope (parajáraxis -un cuvânt care înseamnă atât "falsificarea monedei" cât înseamnă și "modificarea constituției".

## Nomos ca organizare teritorială
Același cuvânt, "nomos", servea grecilor antici spre da nume conceptului bază al organizării teritoriale ale Egiptului Antic, nomos care, în egipteană este numit "hesp" sau "sepat".
În Grecia modernă, după obținerea independenței, organizarea teritorială a fost făcută în nomos între 1833 și până în 1836, și din nou între 1845 și 2010.

## Științe sociale
În științele sociale contemporane, s-a definit un concept confluent de "nomos", în disciplina numita sociologie, care se extinde dincolo de explicitele legi, la norme, reguli și convenții sociale de toate tipurile.

## Mărci comerciale
Printre societățile contemporane, întâlnim mai multe mărci care includ cuvântul "Nomos":
- Nomos Editori, editorial german, fondat de August Lutzeyer de la Berlin (1936).
- NOMOS-BANK, bancă rusă.
- Nomos Glashütte, ceasornicărie germană.

## Link-uri externe
- Imnurile orfice, 64: La Nomos.
  - Textul în limba engleză pe site-ul Theoi; trad. 1792, Thomas Taylor (1758 – 1835).
  - Text în limba engleză: o altă ediție, în site-ul Texte Sacre.